# Lotto Soudal/2015
Deze pagina geeft een overzicht van Lotto Soudal in 2015.

## Algemene gegevens
Algemeen Manager: Marc Sergeant
Teammanager: Mario Aerts
Ploegleiders: Herman Frison, Frederik Willems, Marc Wauters, Bart Leysen, Kurt Van De Wouwer
Fietsmerk: Ridley
Kleding: Vermarc
Kopmannen: Jurgen Van den Broeck, Tony Gallopin & Kris Boeckmans

## Transfers
| Inkomend        | Team 2014                   | Uitgaand            | Team 2015   |
| --------------- | --------------------------- | ------------------- | ----------- |
| Thomas De Gendt | Omega Pharma-Quick-Step     | Jonas Van Genechten | IAM Cycling |
| Jasper De Buyst | Topsport Vlaanderen-Baloise | Olivier Kaisen      | Gestopt     |
| Tiesj Benoot    | Lotto-Belisol U23+stage     | Frederik Willems    | Gestopt     |

## Renners
| Naam                  | Geboortedatum | Nationaliteit | Ploeg 2014                  |
| --------------------- | ------------- | ------------- | --------------------------- |
| Sander Armée          | 10-12-1985    | België        |                             |
| Lars Ytting Bak       | 16-01-1980    | Denemarken    |                             |
| Tiesj Benoot          | 11-03-1994    | België        | Lotto-Belisol U23           |
| Kris Boeckmans        | 13-02-1987    | België        |                             |
| Vegard Breen          | 08-02-1990    | Noorwegen     |                             |
| Stig Broeckx          | 10-05-1990    | België        |                             |
| Jasper De Buyst       | 24-11-1993    | België        | Topsport Vlaanderen-Baloise |
| Sean De Bie           | 03-10-1990    | België        |                             |
| Jens Debusschere      | 28-08-1989    | België        |                             |
| Bart De Clercq        | 26-08-1986    | België        |                             |
| Thomas De Gendt       | 06-11-1986    | België        | Omega Pharma-Quick-Step     |
| Kenny Dehaes          | 10-11-1984    | België        |                             |
| Gert Dockx            | 04-07-1988    | België        |                             |
| Tony Gallopin         | 24-05-1988    | Frankrijk     |                             |
| André Greipel         | 16-07-1982    | Duitsland     |                             |
| Adam Hansen           | 11-05-1981    | Australië     |                             |
| Greg Henderson        | 09-10-1976    | Nieuw-Zeeland |                             |
| Pim Ligthart          | 16-06-1988    | Nederland     |                             |
| Maxime Monfort        | 14-01-1983    | België        |                             |
| Jürgen Roelandts      | 02-07-1985    | België        |                             |
| Marcel Sieberg        | 30-04-1982    | Duitsland     |                             |
| Boris Vallée          | 03-06-1993    | België        |                             |
| Jurgen Van den Broeck | 01-03-1983    | België        |                             |
| Tosh Van der Sande    | 28-11-1990    | België        |                             |
| Dennis Vanendert      | 27-06-1988    | België        |                             |
| Jelle Vanendert       | 19-02-1985    | België        |                             |
| Louis Vervaeke        | 06-10-1993    | België        |                             |
| Tim Wellens           | 10-05-1991    | België        |                             |

## Overwinningen
GP La Marseillaise
Winnaar: Pim Ligthart
Ster van Bessèges
1e etappe: Kris Boeckmans
4e etappe: Tony Gallopin
Ruta del Sol
1e etappe: Pim Ligthart
Ronde van de Algarve
5e etappe: André Greipel
Le Samyn
Winnaar: Kris Boeckmans
Parijs-Nice
2e etappe: André Greipel
6e etappe: Tony Gallopin
Bergklassement: Thomas De Gendt
Tirreno-Adriatico
1e etappe: Jens Debusschere
Nokere Koerse
Winnaar: Kris Boeckmans
Ronde van Turkije
4e etappe: André Greipel
Ronde van Italië
6e etappe: André Greipel
Ronde van Picardië
1e etappe: Kris Boeckmans
3e etappe: Kris Boeckmans
Puntenklassement: Kris Boeckmans
Eindklassement: Kris Boeckmans
World Ports Classic
2e etappe: Kris Boeckmans
Puntenklassement: Kris Boeckmans
Eindklassement: Kris Boeckmans
Gullegem Koerse
Winnaar: Kris Boeckmans
Ronde van Luxemburg
1e etappe: André Greipel
3e etappe: André Greipel
4e etappe: Sean De Bie
Heistse Pijl
Winnaar: Sander Armée
Ster ZLM Toer
1e etappe: André Greipel
2e etappe: André Greipel
Eindklassement: André Greipel
Belgisch kampioenschap tijdrijden
Winnaar: Jurgen Van den Broeck
Ronde van Frankrijk
2e etappe: André Greipel
5e etappe: André Greipel
15e etappe: André Greipel
21e etappe: André Greipel
Ronde van Polen
5e etappe: Bart De Clercq
Eneco Tour
2e etappe: André Greipel
6e etappe: Tim Wellens
Eindklassement: Tim Wellens
Puntenklassement: André Greipel
GP Stad Zottegem
Winnaar: Kenny Dehaes
Vattenfall Cyclassics
Winnaar: André Greipel
Ronde van Groot-Brittannië
7e etappe: André Greipel
Grote Prijs van Montreal
Winnaar: Tim Wellens
Grote Prijs van Wallonië
Winnaar: Jens Debusschere
Primus Classic Impanis-Van Petegem
Winnaar: Sean De Bie
Omloop van het Houtland
Winnaar: Jens Debusschere
Circuit Franco-Belge
1e etappe: Jens Debusschere
1985 · 1986 · 1987 · 1988 · 1989 · 1990 · 1991 · 1992 · 1993 · 1994 · 1995 · 1996 · 1997 · 1998 · 1999 · 2000 · 2001 · 2002 · 2003 · 2004 · 2005 · 2006 · 2007 · 2008 · 2009 · 2010 · 2011 · 2012 · 2013 · 2014 · 2015 · 2016 · 2017 · 2018 · 2019 · 2020 · 2021 · 2022 · 2023 · 2024 · 2025
AG2R-La Mondiale · Astana Pro Team · BMC Racing Team · Team Cannondale-Garmin · Etixx-Quick Step · FDJ · Team Giant-Alpecin · IAM Cycling · Katjoesja · Lampre-Merida · Team LottoNL-Jumbo · Lotto Soudal · Movistar Team · Orica GreenEDGE · Team Sky · Tinkoff-Saxo · Trek Factory Racing